# 辻本祐樹
辻本 祐樹（つじもと ゆうき、1985年1月12日 - ）は、日本の俳優。
大阪府寝屋川市出身。グランパパプロダクション所属。

## 略歴
大阪府寝屋川市に生まれ育ち、小学5年生の時にテレビドラマ『ロングバケーション』で見た俳優の演技に感動し涙したことをきっかけに、芝居に目覚める。
関西の劇団を経て、テレビドラマ『3年B組金八先生』（第6シリーズ）のオーディション合格をきっかけに、17歳の時に単身上京。2001年から2002年に放送の同作にて信太宏文役でデビューして脚光を浴び、2002年には「Let me go!! 〜あの日の子供達に笑われてボクは行く〜」でCDデビュー。
以降も『WATER BOYS』（2003年）やミュージカル『テニスの王子様』（2008年）などさまざまなテレビドラマ、映画、舞台に出演。2008年には『ちりとてちん』でヒロイン夫妻の弟子となる落語家役を演じ、NHK連続テレビ小説に出演。2011年にNHK BS時代劇『新選組血風録』で沖田総司役を演じて評価を受け、翌2012年の『平清盛』で平重衡役を演じてNHK大河ドラマに初出演、2014年の『軍師官兵衛』にも出演する。

## 人物
身長176cm。血液型はAB型。
特技はバスケットボール、ダンス、乗馬、絵画、大阪弁、殺陣。
所属事務所グランパパプロダクション代表で2018年に死去した津川雅彦とは、ドラマなどでも共演。出演舞台を観劇して「お前が1番良かった」と激励を受け、新人時代に風邪をひいた際は津川邸に呼ばれて1週間過ごすなど目をかけられ、「大切な存在でした」と語る。
2023年7月6日、元女子プロ野球選手の加藤優との結婚を発表。

## 主な出演

### テレビドラマ
- 3年B組金八先生（TBS） - 信太宏文 役
  - 第6シリーズ（2001年 - 2002年）
  - 第7シリーズ（2005年）第4話・第5話・第11話
  - 3年B組金八先生ファイナル〜「最後の贈る言葉」（2011年）
- WATER BOYS（2003年） - 辻 役
- ドゥニチラブ、週末シャンプー 第7話（2003年） - 小西 役
- 特捜戦隊デカレンジャー 第37話（2004年10月31日、テレビ朝日） - マイク星人 クロード 役
- 子連れ狼 第3シリーズ第3話（2004年） - 村瀬慎吾 役
- 七子と七生（2005年）
- 天使の梯子（2006年10月22日、テレビ朝日）
- 警視庁捜査一課9係 第8話（2006年6月7日） - 磯部勇 役
- 白虎隊（2007年） - 永瀬雄次 役
- 相棒（テレビ朝日・東映）
  - Season 5 第18話（2007年） - 田之上啓 役
  - Season 15 初回2時間スペシャル（2016年10月） - 梶原脩斗 役
  - Season 20 第1話-第3話（2021年） - 階真 役
  - Season 22 第9話・第10話（2023年・2024年） - 階真 役
- 八州廻り桑山十兵衛〜捕物控ぶらり旅 第5話（2007年6月12日）
- キューティーハニー THE LIVE 第2話（2007年10月9日、テレビ東京） - 川原篤 役
- 連続テレビ小説（NHK）
  - ちりとてちん（2008年） - 木曽山勇助 役[7]
  - わろてんか 第150・151話（2018年3月30日・31日） - 田口一郎 役[11]
- 天国へのシナリオ（2008年） - 立川志の輔 の弟子 役
- ケータイ捜査官7　第17話（2008年）
- Q.E.D. 証明終了 第3回（2009年1月22日、NHK）- 咲坂亭K助 役
- 東京駅お忘れ物預り所 第3回「寝台特急北陸〜裏切りの13番ホーム!!狙われたA個室の乗客!?富山湾・蜃気楼の女の殺意…」（2009年7月11日、テレビ朝日）
- まいど238号（2010年3月20日、NHK）- 文也 役
- 新選組血風録（2011年4月 - 6月 NHK BSプレミアム） - 沖田総司 役[8]
- 陽だまりの樹 第11話・最終話（2012年6月15日・22日 NHK BSプレミアム）
- 月曜ゴールデン・世田谷駐在刑事（2012年6月18日、TBS） - 浜野真彦 役
- 遺留捜査（テレビ朝日・東映）
  - 第2シリーズ 第1話（2012年7月12日） - 木村圭介 役
  - 第4シリーズ 第4話（2017年8月） - 石橋啓介 役
- 大河ドラマ（NHK）
  - 平清盛（2012年9月16日 - 12月23日）- 平重衡 役[9]
  - 軍師官兵衛（2014年9月） - 大野小弁正重 役
- そこをなんとか 第2話（2012年10月28日、NHK BSプレミアム） - 篠原俊輔 役
- 正月時代劇・御鑓拝借〜酔いどれ小籐次留書〜（2013年1月1日、NHK） - 黑崎小弥太 役
- 臥竜の天〜伊達政宗 独眼竜と呼ばれた男〜（2013年3月9日、BS-TBS）
- あなたに似た誰か 第1話 「カハタレバナ」（2013年8月13日、NHK BSプレミアム） - 医師 役
- 特捜最前線2013〜7頭の警察犬（2013年9月29日、テレビ朝日） - 浜田攘 役
- 科捜研の女（テレビ朝日・東映）
  - 第13シリーズ 第3話（2013年10月31日） - 畠中泰彦 役
  - 第18シリーズ 第4話（2018年11月15日） - 瀬戸将吾 役
- チーム・バチスタ4 螺鈿迷宮 第4話（2014年1月28日） - 奥田先生 役
- 木曜時代劇 銀二貫 最終話（2014年6月5日、NHK大阪・東映京都） - 桜花堂手代 役
- 木曜時代劇 吉原裏同心 第7回（2014年8月7日、NHK） - 間宮鋭三郎 役
- テレビ東京開局50周年特別企画 / 松本清張 黒い画集-草-（2015年3月25日、テレビ東京) - 黒井章吉 役
- 松本清張特別企画 喪失の儀礼（2016年3月30日、テレビ東京） - 岡村隆明 役
- ドクターカー 第11話（2016年6月23日、読売テレビ） - 岩重康孝 役
- 忠臣蔵の恋〜四十八人目の忠臣〜最終話（2017年2月25日、NHK総合） - 徳川吉通 役
- ヒトヤノトゲ〜獄の棘〜（2017年3月19日 - 4月23日、WOWOW） - 長谷川義人 役
- 大岡越前4 最終話（2018年3月2日、NHK BSプレミアム） - 栄之助 役
- 鳴門秘帖（2018年4月20日 - 6月22日、NHK BSプレミアム） - 森啓之助 役
- 日曜プライム 「終着駅シリーズ33」(2018年6月、テレビ朝日） - 北前真司 役
- 大富豪同心 第8話（2019年5月、NHK BSプレミアム） - 万里 役
  - 大富豪同心2 第5話・第6話　(2021年5月、NHK BSプレミアム） - 清少将 役
  - 大富豪同心3 第1話　(2023年6月23日、 NHK BSプレミアム） - 清少将 役
  - 大富豪同心スペシャル（2024年）
- 正直不動産 第4話（2022年4月26日、NHK）- 坂本 役
- 善人長屋 第4話（2022年7月29日、NHK BSプレミアム・BS4K）[12]
- あきない世傳 金と銀（NHK BS・NHK BSプレミアム4K） - 留七 役
  - あきない世傳 金と銀（2023年12月8日 - 2024年2月2日）
  - あきない世傳 金と銀2（2025年4月6日 - 5月25日）[13][14]

### テレビ番組
- 痛快!エブリデイ
- 未来創造堂 マラソンシューズ（2007年） - 君原健二 役
- ブランディア（2010年10月）
- 巨大戦艦大和 〜乗組員たちが見つめた生と死〜（2012年8月、NHK-BSプレミアム）
- 神話（かみばな）〜日本には八百万の神様がいる〜（2013年1月23日、BS11）
- かみばな〜日本には八百万の神様がいるかもしれない〜（2013年4月、BS11）
- 逃走中〜奥様はかぐや姫〜（2014年1月5日、フジテレビ）ドラマパート - 助麻呂 役
- POP MAKER（2014年8月、BS朝日）
- 2015年たかじんが生きていたらここまでするでshow（2015年1月18日 読売テレビ）
- 痛快TVスカッとジャパン スペシャル（2015年7月、フジテレビ） -電子レンジおじさん
- 痛快TVスカッとジャパン スペシャル（2017年7月、フジテレビ）
- 痛快TVスカッとジャパン（2017年11月、フジテレビ） -時間にルーズな新人 - 松木譲 役
- モテ福（2017年12月、テレビ埼玉 他）
- 超入門!落語 THE MOVIE（2018年2月、NHK） - 茗荷宿
- FNS27時間テレビ にほん人は何を食べてきたのか？ 痛快TVスカッとジャパンコーナー(2018年9月、フジテレビ）
- 痛快TVスカッとジャパン（2019年5月、フジテレビ）
- OGエンターテイメントTV NAVI（2020年12月、宝塚歌劇専門チャンネル タカラヅカ・スカイ・ステージ）

### ラジオドラマ
- 防災の日スペシャル「津波の記憶」（2010年9月、NHKラジオ第1）[15]
- FMシアター（NHK-FM）
  - 紅いハンカチ（2013年8月3日）[16]
  - マー子さん（2013年11月2日）[17]
  - 息子の初恋（2017年4月8日）- 久住蓮 役[18]
  - とどけ、風の如く（2020年6月27日） - 紀之介 役[19]　※第48回創作ラジオドラマ大賞受賞作品
- 音楽ドラマ　冬も！恋する♪クラシック（2013年12月23日、NHK-FM）[20]
- 青春アドベンチャー　きりしたん算用記（2017年5月8日 - 12日、NHK-FM） - 吉田与七 役[21]

### ラジオ
- キラキラRADIO（2009年）
- NACK5（2014年11月）
- FMヨコハマ startline（2016年7月）
- TOKYO FM 『AKB48 大家志津香のエン活』（2017年3月）
- Webラジオ『安西慎太郎と辻本祐樹のオールナイトニッポン「ゆく年く・る年冬の陣 師走明治座時代劇祭」スペシャル』（2017年12月）
- TOKYO FM『大家志津香のエン活！』（2017年12月）
- TOKYO FM『坂本美雨のディアフレンズ』（2017年12月）

### 映画
- 偶然にも最悪な少年（2003年）
- 大どんでん返しのからくり絵巻 篇 角川ホラービデオ館 [十代最後の日]（2003年）
- 新・日本の首領（2004年） - 安田誠一（弁護士）
- GACHPON（2004年）
- 銀のエンゼル（2004年） - 中川武役
- 楳図かずお恐怖劇場 絶食（2005年） - あきら役
- 男たちの大和（2006年）
- I am 日本人（2006年）
- 百万円と苦虫女（2008年）
- ヒロミくん！全国総番長への道（2010年）
- Miss Boys!決戦は甲子園!?編（2011年） - 三木紀男
- Miss Boys!友情のゆくえ編（2012年） - 三木紀男
- 「わたし」の人生 我が命のタンゴ（2012年） - 木下亮介 役
- 東京闇虫 パートII（2013年） - 小田 役
- 花と蛇ZERO（2014年） - エディ 役
- 海難1890（2015年） - 川野 役
- 國士参上!!〜昭和最強高校伝（2016年） - 李成 役
- ゆずの葉ゆれて(2016年） - 鈴田久雄 役
- えちてつ物語〜わたし、故郷に帰ってきました。〜（2018年） - 南部信也 役
- あいあい傘（2018年）
- 君がまた走り出すとき（2019年） - 北川誠司 役
- 笑顔の向こうに（2019年） - 歯科医師 役
- HOKUSAI（2020年） - 滝沢馬琴 役
- 35年目のラブレター（2025年） - 信介 役[22]

### 広告
- リクルート進学Book辞典
- 朝日新聞 かぞくの肖像（2014年11月13日）
- 猫ぐらし 猫男子File（2015年冬号）
- 女性自身（2016年12月27日号）
- ねこ110号 猫男子（2019年5月号）

### 舞台
- 伊圓崗家の一日 - 伊圓崗智志 役
- TRAPPING HOUSE（2004年）：主演
- トウキョウラヂヲ（2005年） - 椎葉登 ：主演
- DEAD LINE デッドライン（2006年） - カナメ 役：主演
- *pnish* vol.9「シークレットボックス」（2007年） - 泉 役
- ミュージカル テニスの王子様 - 大石秀一郎（5代目） 役
  - The Imperial Presence 氷帝 feat.比嘉 （2008年7月 - 11月）
  - The Treasure Match 四天宝寺 feat. 氷帝 （2008年12月 - 2009年3月）
  - Dream Live 6th （2009年5月）
  - The Final Match 立海 First feat. 四天宝寺 （2009年7月 - 2009年10月）
  - The Final Match 立海 Second feat. The Rivals （2009年12月 - 2010年3月）
  - Dream Live 7th （2010年5月）
- 『HARD TO HOLD-UNDERGROUND SERIES 01―』（2009年10月 - 2009年11月, 2010年12月再演） - 紫村 役
- 『秘密の花園 The secret garden-THE BUTTERFLY EFFECT― Another Story II』（2010年4月, 8月再演） - ヴィンセント 役
- 『美童浪漫大活劇　八犬伝』（2010年7月） - 犬川荘助義任 役
- 『ユウコ〜矢部家の大ピンチ！？笑う角には矢部来る！〜』（2010年9月） - 矢部祐子 役：主演
- 『―THE BUTTERFLY EFFECT― 〜Neo Loneliness』（2010年10月） - ロデリック 役
- 『熱風 EVOLUTION〜 extra story of 天使の涙〜』（2010年11月） - 篤志 役
- 『贋作水滸伝-Outlaws-』（2011年11月） - 童美 役
- 『ニンギョヒメ』(2012年5月公演） - リンネ役
- abc★赤坂ボーイズキャバレー（2012年8月、赤坂ACTシアター、シアターBRAVA！）- 花田翔 役
- 「ドリームジャンボ宝ぶね〜けっしてお咎め下さいますな〜」（2013年1月、青山劇場、梅田芸術劇場メインホール）- 大久保利通 役[23]
- 「マウストラップ」六本木ブルーシアター（2013年3月）- クリストファー・レン 役
- 「音楽劇 天使のダイアリー2」ヤクルトホール（2013年4月）- レグルス 役
- 朗読劇「しっぽのなかまたち2」（2013年5月、恵比寿・エコー劇場）
- ミュージカル「冒険者たち」〜The Gamba 9〜 （2013年6月、サンシャイン劇場）- イカサマ 役
- 舞台「WORLD」（2013年10月、シアター1010）- リュウジ 役：主演
- 「歳末明治座 る・フェア 〜年末だよ！みんな集合！！〜」（2013年12月、明治座）- 源頼朝 役
- 「真っ白な図面とタイムマシーン」（2014年3月、青山円形劇場）- 森鉄平 役：主演
- 「涙を数える」（2014年7-8月、サンシャイン劇場）- 船橋明一郎 役
- る・ひまわり 文学シリーズ「源氏物語〜夢浮橋〜」（2014年9月、神奈川芸術劇場）- 匂宮、薫の君 役：主演
- 「聖☆明治座 るの祭典〜あんまりカブると怒られちゃうよ〜」（2014年12月、明治座・梅田芸術劇場メインホール） - 羽柴秀吉 役
- 「月よりの侍」（2015年2月-3月、新宿シアターモリエール） -月島真之介 役：主演
- 二人芝居「Equal - イコール - 」(2015年7月、赤坂RED/THEATER）：主演[4]
- 「晦日明治座 納め・る祭〜あんまり歌うと攻められちゃうよ〜」（2015年12月、明治座・梅田芸術劇場メインホール） - 母礼 役
- 「隣はラジカル」（2016年3月-4月、中野・ザ・ポケット） - 桜美林陽太郎 役：主演
- 「横浜グラフィティ」(2016年7月、六本木俳優座劇場・8月、神奈川県民共済みらいホール） - エイジ 役
- ミュージカル「TARO URASHIMA」（2016年8月、明治座） - ダイオウグソクムシ参謀 役
- HATAGUMI vol.7「AND SO THIS IS Xmas」(2016年9月-10月、池袋シアターグリーンBOX in BOX THEATER） - 須永基樹 役 : 主演
- タクフェス特別公演「WHAT A WONDERFUL LIFE!」(2016年12月、東京グローブ座） - 桑山 役[3]
- 『SENGOKU WARS〜RU・TENエピソード2〜猿狸合戦』(2017年2月、東京芸術劇場シアターイースト） - 羽柴秀吉 役 : 主演
- タクフェス「わらいのまち」(2017年3、4月、東京グローブ座・中日劇場・兵庫県立芸術文化センター阪急中ホール） - 神村 役
- ドラマティカルシリーズ　リーディングvol.1 『パンク・シャンソン』〜エディット・ピアフの生涯〜（2017年5月、よみうり大手町ホール）
- ゆく年く・る年冬の陣　師走明治座時代劇祭「SANADAMA・る」(2017年 12月 - 2018年 1月、明治座・梅田芸術劇場メインホール） - 伊達政宗 役 : 主演
- 泣いたらアカンで通天閣（2018年2月、大阪松竹座） - カメヤ 役
- 歳が暮れ・るYO 明治座大合戦祭（2018年12月-2019年1月、明治座・梅田芸術劇場メインホール） - 本願寺顕如 役
- 「僕のド・るーク」(2019年3月、オルタナティブシアター）
- 「エラリー・クイーン ミステリーオムニバス〜観客への挑戦 」(2019年4月、全労済ホール/スペース・ゼロ） - エラリークイーン 役 : 主演[6]
- 「嘘と勘違いのあいだで」(2019年7月、六本木トリコロールシアター）- グレッグ 役
- 「喜劇 道頓堀ものがたり」(2019年10月-11月、京都・南座） - 信太郎 役
- 明治座の変 「麒麟にの・る」(2019年12月、明治座） - 正親町天皇 役
- 「る・ぽえ」(2020年1月-2月、新国立劇場小劇場）
- 「チャオ!明治座祭10周年記念特別公演「忠臣蔵 討入・る祭」(通称: 忠る)」(2020年12月、明治座） - 徳川綱吉 役
- 「よみがえる明治座東京喜劇」(2021年1月-2月、明治座） - 徳三郎 役
- 「いとしの儚」（2021年10月、六本木トリコロールシアター） - 鬼シゲ 役
- 「明治座で逆風に帆を張・る！！」(2021年12月、明治座） - 安達盛長 役
- 「新☆名探偵ポワロ」(2022年4月、こくみん共済coopホール/スペース・ゼロ） - ポワロ 役　: 主演
- シンる・ひまオリジナ・るミュージカ・る「ながされ・る君へ～足利尊氏太変記～」(2023年12月、明治座)　- 北畠顕家 役
- 日本昔ばなし 太宰治作品 お伽草紙より 舞台版『舌切雀』（2024年2月9日 - 18日、ヒューリックホール東京） - 但馬俊 役[24]

### PV
- DA2-DANZIN「ダッシュ＆キック」
- DA2-DANZIN「どうしても」
- 御曹司「恋のMINAMOTO」
- エグゼクザル「道の先に城」
- マーライオンZ 「口から水」
- いろは坂48カーブ「天下人マジナリテー」

### イベント
- 新たに舞い降りた天正遣欧少年使節〜お洒落なラフォーレでヴィバれ！イベント〜（2011年10月5日 - 8日、ラフォーレミュージアム原宿）- マンショ 役[25]
- 公開収録＆カウントダウンイベント「神話（かみばな）〜日本には八百万の神様がいる〜」赤坂ACTシアター（2012年12月31日）
- SUNBEAM Presents Cooking&Talk LIVE「COOKING BOYS♯12」（2013年2月28日）
- DA2-DANZIN アジアツアーファイナル トーキョーイン

「ハーン！！ボクタチハキョウモダッチグイダヨ！」LIVE ディファ有明（2013年10月12日）
- カウントダウンLIVE『る・コン〜あんなこと、こんなことあったでSHOW』 明治座（2014年12月31日）
- 年越RUN舞（としこしらんぶ）で☆るンバ 〜走ったり、踊ったり、しゃべったり〜 明治座（2015年12月31日）
- ぼくとしょカウントダウン〜年忘れ・る忘年会〜そしてやっぱり明日が待っているLIVE〜 サンケイホールブリーゼ（2016年12月31日）
- LIVEイベント『銀座辻る』オルタナティブシアター（2018年8月17日）
- 辻本祐樹　個展『 Dream In Blue 』

　GALLERY CAFE LUCKAND（2020年12月2日-6日）

## ディスコグラフィ

### シングル
| 枚  | 発売日         | タイトル                                           | c/w                  | 規格品盤  | レーベル       | オリコン 最高位 |
| --- | -------------- | -------------------------------------------------- | -------------------- | --------- | -------------- | --------------- |
| 1st | 2002年10月30日 | Let me go!! 〜あの日の子供達に笑われてボクは行く〜 | 風が僕を追いこしてく | KICM-1063 | キングレコード | 58位            |

### ミニアルバム
| 枚  | 発売日       | タイトル | 収録曲 | 規格品盤 | レーベル       | オリコン 最高位 |
| --- | ------------ | -------- | --- | -------- | -------------- | --------------- |
| 1st | 2003年1月8日 | らしく…  | 1. ただ君のそばに 2. Let me go!! 〜あの日の子供達に笑われてボクは行く〜 3. seasons 4. もう一度… 5. ずっと君のとなりを歩いて 6. 「明日」へつづく歩道 | KICS-981 | キングレコード | 149位           |

### DVD
YUKI TSUJIMOTO MUSIC CLIPS & OFFSHOT '02（2003年02月12日/キングレコード、KIBM-43）
1. 〈MUSIC CLIPS〉Let me go!! 〜あの日の子供達に笑われてボクは行く〜
2. seasons〈CM SPOT〉DEBUT MAXI SINGLE「Let me go!! 〜あの日の子供達に笑われてボクは行く〜」/MINI ALBUM「らしく…」〈CDデビューイベント(LIVE)〉ファンクラブイベントと全国4ヶ所(札幌・東京・大阪・福岡)で行われたCDデビューイベントより収録/OFFSHOT(本人ナレーション有・無)/RECORDING/ソーラン節〜2
3. 大阪MUSE HALL「ファンの集いイベント」より収録＼〈映像特典〉辻モッチャンPHOTOギャラリー